# 伊德里斯二世
伊德里斯·爱资哈尔·本·伊德里斯·卡迈勒（阿拉伯语：‎；791年—828年），又称伊德里斯二世（阿拉伯语：‎），摩洛哥伊德里斯王朝的第二任君主，803年至828年在位，是前任君主伊德里斯一世的遗腹子。

## 生平
伊德里斯二世出生于791年8月，他的父亲在6月被阿拔斯王朝的特务毒杀。803年正式即位，此前由大臣拉希德摄政。
为了削弱奥拉巴部落的权力，伊德里斯二世在掌权后开放阿拉伯移民，并指派两位阿拉伯大臣任維齊爾和卡迪的要职。就此，伊德里斯二世完成了由受部落拥立者到真正的部落领导者角色的转换。奥拉巴部落领袖伊沙克因而密谋同伊夫起亚的阿格拉布王朝合作，试图刺杀伊德里斯二世无果，反而被伊德里斯二世处死。809年，伊德里斯二世迁都非斯，离开了奥拉巴部落掌控的瓦利利，并在非斯建立新定居点，称为阿利亚（Al-'Aliya）。非斯原本是其父在瓦卢比利斯附近建立的市集城镇。新都非斯在伊德里斯二世统治时期得到扩张和发展，迎来两波移民潮：第一波是在818年，来自科尔多瓦；第二波在824年，来自伊夫起亚。由此，非斯成为一座阿拉伯人占主导地位的城市。
伊德里斯二世得到良好教育，在伊本·阿巴尔（Ibn al-Abbar）的著作中记载了一封伊德里斯二世给伊夫起亚的埃米尔易卜拉欣的书信，信中他要求后者放弃其领土声索。
828年，伊德里斯二世逝世，葬于非斯，子穆罕默德即位。伊德里斯二世治下王朝的领土东达今阿尔及利亚西部，南至摩洛哥南部的苏斯地区，成为摩洛哥地区最为显赫的国家。